# 저주받은 도시 (1995년 영화)
《저주받은 도시》(영어: Village of the Damned)는 미국에서 제작된 존 카펜터 감독의 1995년 SF 공포 영화이다. 1960년에 개봉한 동명 영화의 리메이크작이다. 크리스토퍼 리브 등이 출연하였고, 샌디 킹 등이 제작에 참여하였다.
리브는 이 영화가 개봉하기 직전 낙마 사고를 겪으면서 목 아래로 신체가 마비되었고, 이 영화는 그가 출연한 마지막 극장용 장편 영화가 되었다.
영화는 대체로 부정 평가를 받았다. 1996년 제16회 골든 라즈베리상에서 최악의 리메이크·속편상 후보에 올랐다.

## 줄거리
캘리포니아주 머린군의 해안 마을 미드위치 주민들이 전부 한날 한시에 6시간 동안 의식을 잃는 소위 “블랙아웃” 사고를 겪는다. 이후 처녀, 성관계를 갖지 않은 지 반 년이 넘은 유부녀, 목사의 아내 등 10명의 여성이 동시에 임신한 것으로 밝혀진다. 중앙 정부에서 유행병학자 수전이 파견되고, 이 여성들은 같은 날 5명의 소년과 5명의 소녀를 동시에 낳는데 처녀였던 소녀는 태아가 탯줄에 질식하면서 사산한다. 
창백한 피부에 백금의 머리카락을 가졌으며 높은 지능을 갖추었으나 도덕이나 인격적 개성이 전무한 이 아이들은 누군가 도발하거나 아픔을 겪으면 눈을 빛내면서 초능력으로 타인을 죽음에 이르게 만든다. 태어나면서부터 짝을 잃은 데이비드를 제외한 아이들은 미리 점지돼 있는 짝과 함께 다니고, 내과의 앨런의 딸 마라가 이들을 이끈다. 엄마 바버라가 스스로 끓는 물에 팔을 넣게 해 화상을 입혔던 마라는 결국 바버라가 절벽에 떨어져 죽게 만든다. 한편 무리로부터 따돌려지는 데이비드는 유일하게 공감 능력, 동정심, 양심 등을 터득한다. 
헛간을 교실이자 공동 공간으로 삼은 아이들은 마을 어른들을 자살로 이끌며 저항한다. 외국에서도 블랙아웃으로 태어난 아이들의 군락이 발견되었으며 마을 전체의 희생을 감수하면서까지 제거되었다는 사실이 알려진다. 수전은 데이비드의 짝이 될 예정이었으며 사산되었던 아기의 보존된 시체를 공개하는데, 명백히 외계인의 형상을 하고 있다. 아이들은 수전이 메스로 자살하게 만든다. 
아이들을 가르치게 된 앨런은 폭탄이 장치된 서류 가방을 들고 교실 안에 들어가 머릿속에 끝없이 벽돌벽을 떠올려 아이들이 자신의 내면을 읽지 못하게 방어하는 한편 아이들을 교실에 붙잡아 두고, 데이비드는 다른 아이들과 다르다는 질의 간곡한 부탁에 데이비드만 밖으로 빼낸 뒤 아이들과 함께 죽는다. 

## 출연진
- 크리스토퍼 리브
- 린다 커즐라우스키
- 커스티 앨리
- 마이클 퍼레이
- 메러디스 샐런저
- 마크 해밀
- 피파 페어스리
- 피터 제이슨
- 콘스턴스 포즐런드
- 캐런 칸
- 스콰이어 프라이델
- 토머스 데커
- 린지 혼

## 기타 제작진
- 공동 제작: 데이비드 채클러
- 배역: 루번 캐넌, 피터 제이슨, 샌디 킹, 셰릴 밀러
- 미술: 로저 마우스
- 의상: 로빈 미셸 부시